# Hilversum Trophy
L'Hilversum Trophy, conosciuto anche come Hewlett-Packard Trophy, è stato un torneo femminile di tennis giocato dal 1985 al 1986 a Hilversum nei Paesi Bassi su campi in sintetico indoor.

## Albo d'oro

### Singolare
| Anno | Campionessa      | Finalista         | Punteggio |
| ---- | ---------------- | ----------------- | --------- |
| 1985 | Katerina Maleeva | Carina Karlsson   | 6–3, 6–2  |
| 1986 | Helena Suková    | Catherine Tanvier | 6–2, 7–5  |

### Doppio
| Anno | Campionesse                         | Finaliste                               | Punteggio     |
| ---- | ----------------------------------- | --------------------------------------- | ------------- |
| 1985 | Marcella Mesker / Catherine Tanvier | Sandra Cecchini / Sabrina Goleš         | 6–2, 6–2      |
| 1986 | Kathy Jordan / Helena Suková        | Tine Scheuer-Larsen / Catherine Tanvier | 6–3, 3–6, 6–4 |